# Waldbach
Waldbach là một đô thị thuộc huyện Hartberg thuộc bang Steiermark, nước Áo. Đô thị Waldbach có diện tích 18,67 km², dân số thời điểm năm 2005 là 826 người. 